# 渡邊信利
渡邊 信利（わたなべ のぶとし、1939年〈昭和14年〉9月26日 - 2016年〈平成28年〉3月24日）は、日本の元陸上自衛官。
第25代陸上幕僚長。

## 略歴
福島県出身。1962年（昭和37年）3月：防衛大学校卒業（第6期）。1973年（昭和48年）7月：3等陸佐。1977年（昭和52年）7月：2等陸佐。8月：松本駐屯地業務隊長。
1981年（昭和56年）7月：1等陸佐に昇任。1982年（昭和57年）8月2日：陸上自衛隊幹部学校研究員。1984年（昭和59年）3月16日：陸上幕僚監部人事部補任課人事第1班長。1985年（昭和60年）8月8日：第12普通科連隊長兼国分駐屯地司令。1987年（昭和62年）7月7日：陸将補昇任、東部方面総監部幕僚副長。
1990年（平成02年）3月16日：陸上幕僚監部人事部長。1992年（平成04年）6月16日：陸将に昇任、第2師団長。1993年（平成05年）7月1日：陸上幕僚副長に就任。1994年（平成06年）7月1日：第23代 北部方面総監に就任。1995年（平成07年）6月30日：第25代 陸上幕僚長に就任。
1997年（平成09年）7月1日：退官。2016年（平成28年）3月24日：逝去。